# Турчи, Селина
Селина Мария Турчи Мартелли (род. 3 июля 1952, Гояния) — бразильский эпидемиолог, выпускница Федерального университета Гояса и научный сотрудник Фонда Освальдо Круса в Ресифи. Она впервые провела связь между вирусом Зика и микроцефалией у новорожденных во время вспышки заболевания в Бразилии в 2015 году; была включена журналом Nature в список 10 людей года по версии журнала Nature в 2016 году и вошла в список 100 самых влиятельных людей 2017 года по версии журнала Time.

## Жизнь и карьера
Турчи родилась в штате Гояс. Она получила медицинское образование в Федеральном университете Гояса, степень магистра инфектологии в Лондонской школе гигиены и тропической медицины и докторскую степень в Университете Сан-Паулу. Она заинтересовалась исследованием заболеваний, передающихся комарами, в 1990 году, когда в Гоянии распространилась лихорадка денге. До выхода на пенсию она была профессором Федерального университета Гояса.
В 2015 году Министерство здравоохранения Бразилии вызвало Турчи для расследования роста случаев микроцефалии у новорожденных в штате Пернамбуку. В Институте Аггеу Магальяйнса Фиокруса в Ресифи она возглавляла Группу исследования эпидемии микроцефалии, рабочую группу по определению причин пороков развития. Её группа обнаружила, что вирус Зика, инкубированный у беременных женщин, может влиять на отсутствие черепно-мозгового развития плода.